# Гаусс (корабль)
«Га́усс» (нем. Gauß) — германское исследовательское судно (баркентина), специально построенное для нужд полярных исследований. На нём в 1901—1903 годах проходила первая Германская антарктическая экспедиция под началом Эриха фон Дригальского. Кайзер Германии Вильгельм II был недоволен результатами похода, и в 1904 году судно было продано Канаде и переименовано в «Арктик». Канадские власти активно использовали баркентину для исследований и снабжения северных территорий. В 1925 году окончательно изношенный «Арктик» был брошен и сгнил у причала.

## Постройка и конструкция
В 1899 году рейхстаг утвердил планы и бюджет германской национальной антарктической экспедиции, ассигновав на неё 1 200 000 золотых марок (что было эквивалентно 58 500 фунтов стерлингов той эпохи; бюджет аналогичной британской экспедиции составлял 90 тысяч фунтов). В фонде германской антарктической программы на тот момент было только 40 000 марок частных пожертвований. О планах новой экспедиции было объявлено на всемирном географическом конгрессе в Берлине, там же был объявлен её глава Эрих фон Дригальский.
Разработка экспедиционного судна была доверена фирме Howaldtswerke в Киле по заказу Управления военно-морского флота Германской империи. Главный конструктор Howaldtswerke Кох основывался на образце норвежского ледового судна «Фрам». Поскольку предполагались исследования Антарктиды, новое судно должно было иметь большую мореходность и вместимость: дедвейт 728 тонн против 546 у норвежского полярного корабля. Корпус имел длину 46 м (150 футов 10½ дюймов) и наибольшую ширину 11,27 м (36 футов 11½ дюймов). Набор корпуса и обшивка была из рослого дуба, палубная обшивка сосновая. Носовая и кормовая конструкция была усилена металлическими элементами, внутренние бимсы и кницы были изготовлены из корневой части хвойных пород дерева, имеющую наибольшую упругость. Поперечное сечение корпуса соответствовало половине кокосового ореха, что обеспечивало выжимание судна наверх под давлением льдов. Внешняя обшивка корпуса, как и на «Фраме», была трёхслойной: внутренняя из пич-пайна (доски толщиной 7,5 см крепились прямо к дубовому набору), средняя дубовая из 10-см досок, и внешняя «ледовая» обшивка из тропической древесины гринхирта (доски 7,5 см толщиной). Дубовый киль имел сечение 42 × 37 см, фальшкиль из пич-пайна сечением 37 × 18 см. Качество работы немецких плотников признавалось лучшим, чем при строительстве аналогичного британского корабля «Дискавери». Как и на «Фраме», трюмы и жилые помещения были теплоизолированы, и на зимовке команда не страдала от намерзания конденсата, а температура в помещениях всегда была выше нуля. Кроме того, было принято решение окрасить корпус и палубы в белый цвет при переходе до Кейптауна для меньшего нагрева от солнца, а далее, перед выходом в Южный океан, судно было перекрашено в чёрный цвет.
«Гаусс» был оснащён паровой машиной тройного расширения мощностью 350 л. с. Было установлено два паровых котла одинаковой производительности, как для надёжности, так и возможности использовать вспомогательные механизмы на ходу. При топке обоих котлов суточный расход угля составлял 5—6 тонн, в зависимости от качества топлива. Объём трюмов был рассчитан на 300 тонн угля и 40 тонн антрацита для перегрева пара и форсирования машины для прохождения тяжёлых льдов. Вентиляция кочегарки была неэффективной, вдобавок, из-за теплоизоляции, рассчитанной на полярные широты, при океанских переходах в экваториальной зоне температура там повышалась до 65 °C. Гребной винт и рулевое перо были съёмными, и могли быть быстро подняты в специальных колодцах, чтобы их не повредил лёд. Конструкция предусматривала три двухлопастных винта из никелевой стали разного диаметра (наибольший 2,5 м) для использования на открытой воде и во льдах. На испытаниях под машиной была достигнута скорость 7 узлов, но в действительности перегруженное судно не развивало более пяти. Парусное вооружение было как у баркентины; такая конфигурация была избрана для минимизации численности экипажа. Грот-часта имела высоту 35 метров, общая площадь парусности 1026 м² (11 040 квадратных футов). Теоретически, судно могло проделать под парусами весь экспедиционный маршрут. На практике оказалось, что тяжёлый валкий корпус делал управление судном под парусами очень тяжёлым: «Гаусс» плохо слушался руля и слишком быстро поворачивался по ветру, а также был тихоходен. Большие паруса фок-мачты задевали за вентиляционные раструбы (их пришлось укорачивать) и ограждения световых окон верхней палубы.
Жилые помещения были приспособлены для многолетней полярной экспедиции. Учёные и офицеры квартировали в десяти индивидуальных каютах, боцман, кок, машинисты и судовой плотник располагались в каютах по двое, рядовые были размещены в двух просторных кубриках. Каюты освещались электричеством (во время работы паровой машины) и керосиновыми лампами. Штурманская кабина и лаборатория располагались на верхней палубе. Запасы пресной воды хранились в двух цистернах по 3000 литров, для кочегарки предназначался отдельный 1500-литровый бак (воды должно было хватить на месяц), был установлен опреснитель производительностью 4000 литров в сутки, предназначенный, в основном, для парового котла. На палубе также хранился запас водорода для двух привязных аэростатов воздушной разведки (450 баллонов). В крюйт-камере хранилось около тонны боеприпасов (в основном взрывчатки для ледовых работ). Вместимость провизионных кладовых была рассчитана на 30 000 человеко-дней. В оснащение экспедиции входили пять шлюпок, одна из которых была оснащена керосиновым двигателем. Для передвижений по морским и материковым льдам предназначались ездовые собаки, нарты и каяки.
Стоимость постройки составила 500 000 марок. 2 апреля 1901 года состоялся спуск на воду, церемонию крещения проводил Фердинанд фон Рихтгофен, он же нарёк корабль «Гауссом» в честь Карла Фридриха Гаусса, который впервые теоретически рассчитал положение Южного магнитного полюса.

## История эксплуатации

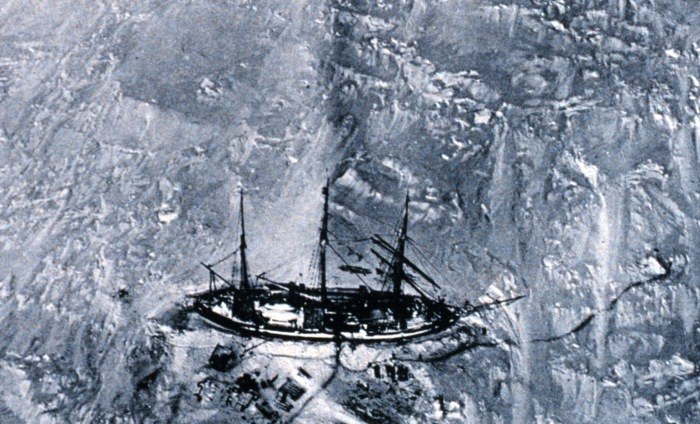
«Гаусс» во льдах, снятый с привязного аэростата

11 августа 1901 года «Гаусс» отплыл из Киля. Эрих фон Дригальский был начальником экспедиции, однако во время океанских переходов главным был капитан судна Ганс Рузер, полномочия которого по контракту превышали власть начальника «в случае серьёзной угрозы для корабля». Переход до Мадейры выявил множество проблем: тихоходность «Гаусса» привела к отставанию от графика (а это могло привести к срыву первого антарктического исследовательского сезона), теплоизоляция делала жилые помещения душегубкой; вдобавок, камбуз располагался над кочегаркой. В Бискайском заливе провели первую океанографическую станцию, проведя промеры глубин и взятие проб придонного грунта. Продвижение в экваториальной зоне было очень медленным, но позволило провести детальное океанографическое измерение архипелага Кабо-Верде. В Южной Атлантике команда столкнулась с чередой сильных штормов. 23 ноября «Гаусс» прибыл в Кейптаун, где уволилось шесть матросов. 8 декабря путешествие продолжилось: при полной загрузке углём и провиантом судно показало отличные мореходные качества, хотя при волнении океанские валы перехлёстывали через верхнюю палубу, что осложняло работу учёных. Однако океанографическая программа была сорвана чередой штормов. К Рождеству экспедиция была у островов Крозье, и 31 декабря 1901 года прибыла на Кергелен, где было погружено 410 тонн угля, из-за чего осадка «Гаусса» составила 6,2 м — больше, чем при выходе из Киля. Дригальский объявил запас в 190 тонн угля и 40 тонн антрацита неприкосновенным запасом для зимовки. В инструкции, полученной в Германии, было предписано иметь запас 148 тонн угля для успешного возвращения из Антарктиды. Согласно инструкции, если к 1 июля 1903 года о «Гауссе» не будет известий, планировалась спасательная экспедиция.
11 февраля 1902 года команда пересекла 60-ю южную параллель. Тяжёлые штормы крайне истощили 40 ездовых собак, которые были постоянно мокрыми в конурах на палубе; так как раструбы вентиляторов машинного отделения были короткими, океанские валы постоянно заливали кочегарку. Помпы приходилось запускать трижды в день, увеличивая расход угля. 14 февраля подошли к кромке пакового льда на 97-м меридиане. Вскоре был потерян глубоководный лот при промере глубины в 3000 метров. 21 февраля был пересечён Южный полярный круг в Море Уэдделла. Далее из-за сильной бури льды сомкнулись, и после десяти дней безуспешных попыток освободиться (несмотря на применение взрывчатки, удалось пройти не более километра), команда «Гаусса» стала готовиться к зимовке. Уровень воды в трюмах требовал ежедневной откачки: помпы работали по 6 часов в сутки. К 5 марта общий запас угля составлял 300 тонн, не считая нетронутого антрацита. Помещения освещались электричеством, что поднимало настроение команды. В конце концов плотнику удалось найти течь (для этого пришлось нырять в ледяную воду при тридцатиградусном морозе) и далее можно было обойтись ручной помпой. Судно испытывало сильные ледовые сжатия, показав прочность своей конструкции. При запуске аэростата — была достигнута высота 488 м — удалось понять, что до антарктического побережья недалеко, и, несмотря на угрозу, что судно будет унесено ледовым дрейфом, санная команда прошла 90 км до берега Антарктиды. Была открыта Земля Вильгельма II (координаты 87° 43' в. д. 91° 54' в. д.) с вулканом Гауссберг высотой 371 м. Невозможность санных походов компенсировалась большой программой геомагнитных, океанографических и биологических исследований.

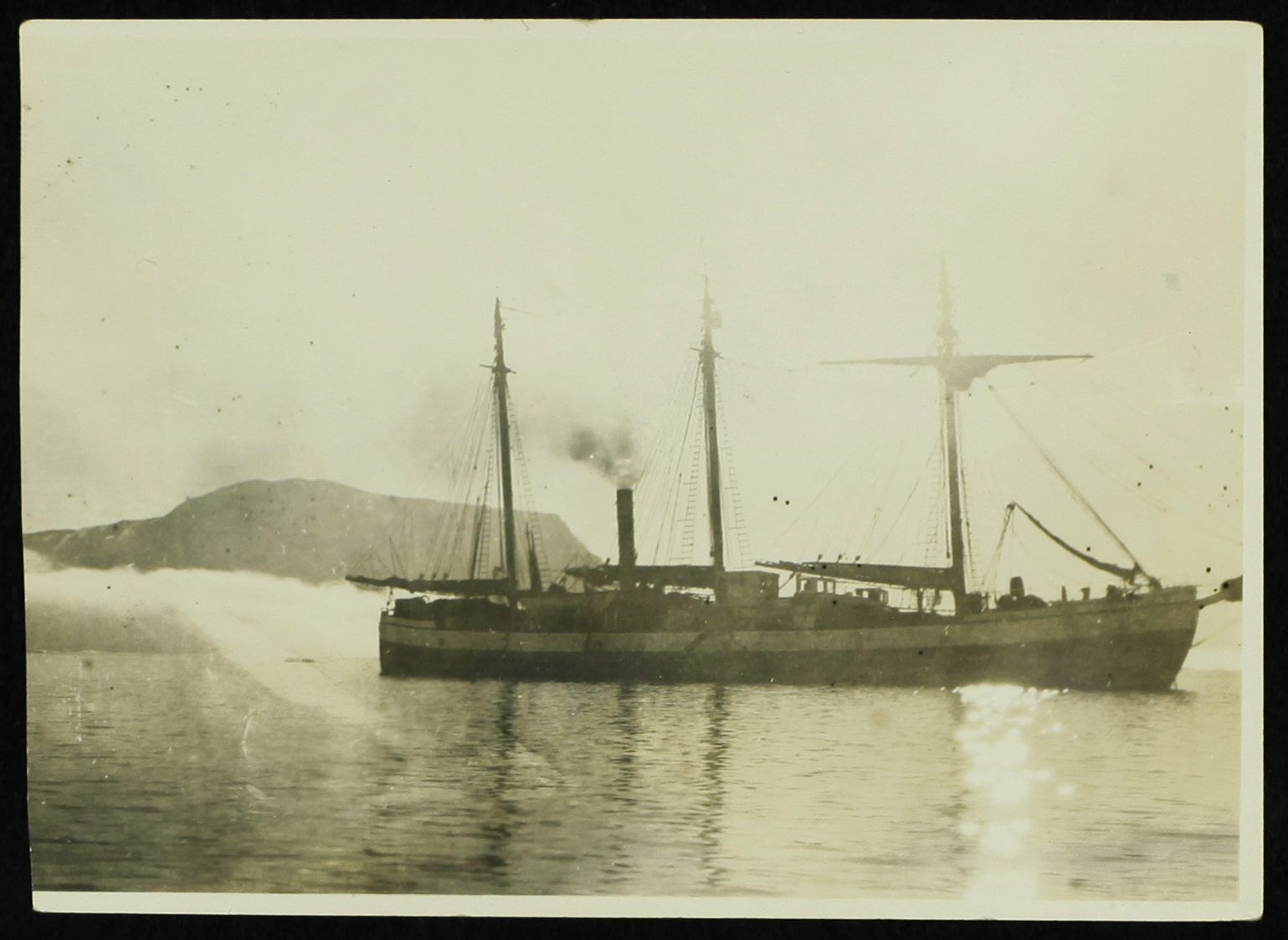
Судно снабжения «Арктик» в 1923 году в заливе Крейга

Ледовый дрейф «Гаусса» продолжался 14 месяцев. Судовой рацион был подобран профессионально, команда не страдала от цинги или однообразия (консервы дополнялись мясом пингвинов и тюленей, добытых на охоте). Настроение команды повышала забота о ездовых собаках и новорождённых щенках; при хорошей погоде удавалось совершать короткие санно-лыжные походы. Главной проблемой было освещение: паровую машину не запускали из-за экономии топлива, керосина же оказалось недостаточно, и с августа 1903 года использовались жировые коптилки, заполняемые ворванью добытых морских животных. Керосин использовали только для освещения научной лаборатории. К декабрю — южному полярному лету — вокруг судна возникли озёра талой воды; поля пака постепенно трескались. К январю 1903 года до открытого моря было ещё 6 км и Дригальский опасался второй зимовки. В этом случае начальник планировал 900-километровый санный поход на Берег Нокса для поиска промысловых судов. Однако с февраля постоянно происходили подвижки льда. К апрелю запас угля достиг критической точки 150 тонн, а льды были тонкими, что давало шанс на освобождение. Далее был проложен курс на Кергелен, достичь которого не удалось. Успешной была охотничья высадка на острове Амстердам, и лишь 9 июня «Гаусс» вошёл в Саймонстаун. Судно нуждалось в корпусном ремонте, очистке паровых котлов от соли и перемотке электрогенератора для успешного плавания в тропиках. Дригальский запросил разрешение Берлина на второй зимовочный сезон, но ему было приказано возвращаться, проведя попутно океанографические исследования в Южной Атлантике. Выйдя в море 2 августа, экспедиция возвратилась в Киль 23 ноября 1903 года. Кайзер Вильгельм II демонстративно не отреагировал на возвращение экспедиции, так как немцы достигли лишь 66° 2' южной широты в то время, как британцы в ходе своего южнополярного похода — 82° 11' ю. ш.
В 1904 году «Гаусс» был продан Канаде за 15 400 фунтов стерлингов и переименован в «Арктик». Его передали команде Жозефа Бернье, который в 1904—1911 годах совершил ряд исследований в Канадском Арктическом архипелаге, и в 1909 году официально включил архипелаг в состав Канадской федерации. Далее «Арктик» использовался как судно снабжения для гарнизонов и исследовательских отрядов на севере Канады. В 1922 году он вновь использовался Бернье, однако деревянная конструкция была сильно изношена. В 1925 году судно было брошено и сгнило на приколе.